# Alpes poenines (province romaine)

Les Alpes Grées et Pennines au Bas-Empire romain.

Les Alpes Poenines (en latin classique : Alpes Pœninæ), parfois appelées Alpes Ponines ou Alpes Pennines étaient une province de l’Empire romain. Elles correspondent à la vallée du Valais suisse, entre les montagnes des Alpes Bernoises et des Alpes Pennines.
Le nom de cette province viendrait du dieu Pœninus, une épithète géographique de Jupiter et Silvain′. Ce nom n'est donc pas lié au passage Punique d'Hannibal (en latin classique : Poenus). 
Les Alpes Poennines étaient occupées par quatres peuples celtes : les Nantuates (Massongex au lac Léman), les Véragres (Martigny et vallées des Dranses), les  Sédunes (région de Sion) et les Ubères (Haut-Valais).
Elles font partie des quatre provinces alpines, à cheval sur les crêtes et soumises en dernier, après les Alpes Cisaplines et les territoires des Voconces et des Allobroges.

## Histoire
En 57 av. J.-C., en pleine Guerre des Gaules, César envoit le légat Servius Sulpicius Galba avec la XIIe légion et un détachement de cavalerie dans le Valais avec pour mission de sécuriser le passage du col du Mont-Joux et réduire les prix des péages. En realité, le contrôle de cet itinéraire ouvrait une voie d'acheminement de troupes pour la suite des opérations en Gaule. Arrivant depuis le lac Léman, après quelques combats victorieux, il signe la paix avec les Nantuates. Une coalition de Véragres et Sédunes attaque alors que la légion établissait un camp pour passer l'hiver vers Octodurum. Après un début de combat difficile, les romains infligèrent une défaite aux gaulois. Cependant, Servius Sulpicius Galbar décida de ramener sa légion chez les Allobroges pour y passer l'hiver en sécurité. Il n'est donc pas certain que cette campagne en Valais ait été le succès escompté.

### Haut-Empire

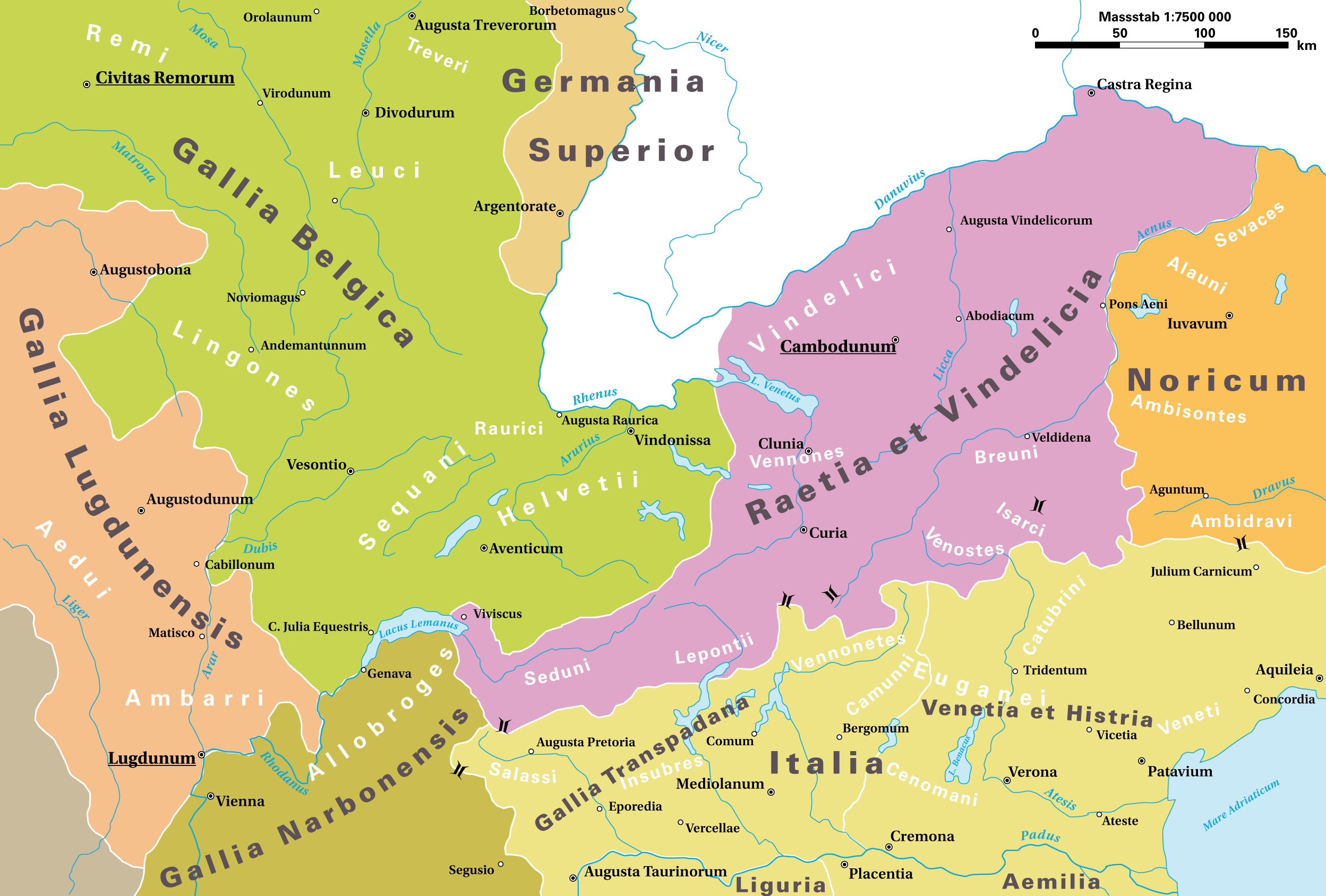
Le Valais dans la province de Rhétie à la mort d'Auguste.

En 15 av. J.-C, Drusus et Tibère conquirent le Valais qui devint la Vallée Poenine (en latin classique :  Vallis Poenina), intégrée avec la Rhétie-Vindélicie dans la province de la Rhétie, de la Vindélicie et de la Vallée Poenine (en latin classique :  provincia Raetiae Vindeliciae et Vallis Poenina). Kempten (en latin classique :  Cambodunum) est la capitale. Les quatres peuples gaulois du Valais forment des cités romaines (en latin classique : civitas) independantes.
Sous le Principat d’Auguste, cette province impériale fut confiée au légat C. Vibius Pansa stationné près d'Augsburg (en latin classique : Augusta Vindelicum) la nouvelle capitale. Il était assisté par un procurateur, Q. Octavius Sagitta′. A cette époque, la voie romaine de  l'Alpis Pœnina n'est pas carrossable.  
Sous Tibère, elle devient un district militaire sous le préfet Sex. Pedius Lusianus Hirritus. Puis, l'empereur Caligula revint à la province initiale gouvernée par un procurateur : Q. Caicilius Cisiacus Septicius Pica Caicilianus. Chacun des peuples celtes continue de former des cités indépendantes de droit pérégrin, tout en formant une confédération′. 
Sous le règne de Claude (41-54 ap. J.-C.), le Valais est détaché de la Rhétie-Vindélicie pour devenir la province Vallis Poenina. La capitale Matigny (en latin classique :  Octodurus) est partiellement reconstruite pour devenir Forum Claudii Augusti puis Forum Claudii Vallensium, regroupant les quatres tribus celtes en une seule cité. Elle est gouvernée par un procurateur impérial de l'ordre équestre (en latin classique : procurator Augusti)
Bénéficiant de la stabilité qu’apporte la Pax Romana, la province connait un essor économique et culturel, notamment grâce à la voie routière facilitant les échanges. Elle offre aux voyageurs ou indigènes qui s'y installent un cadre de vie structuré avec tout le confort romain. Aucune légion n'est stationnée dans la province.

### Bas-Empire
Vers la fin du IIe siècle, 193-196 ap. J.-C., sous le règne de Septime Sévère, la réorganisation administrative de l’empire réunit les Alpes Grées et les Alpes pennines (en latin classique: Alpes Poenninae) pour ne former qu’une seule province : les Alpes Atrectiennes et Poenines (en latin classique: Alpes Atrectianae et Vallis Poenina)′. Le procurateur, Cornasidius Sabinus puis T. Flavius Geminus, avait sa résidence à Aime et faisait le voyage vers Martigny où un préfet (en latin classique : præfectus) l’assistait pour administrer le Valais.
En 253 ap. J.-C., l'empereur Valérien ordonne la construction d'un aqueduc et d'une nymphée à Martigny, signe que la vallée est toujours prospère.
C’est au IIe siècle que sonne la fin de la pax romana. En 259 ap. J.-C., les Alamans ravagent la partie basse du Valais jusqu'au défilé de Saint-Maurice. 
Sous Dioclétien (284-305), le Val d'Aoste est ajouté à cette province dont le nom devient les Alpes Grées et Pennines (en latin classique: provincia  Alpium Graiarum et Poeninarum). Elle est intégrée au diocèse des Gaules dont Trèves est la capitale. La voie  de l’Alpis Pœnina prend de l'importance puisqu'elle rejoint Trèves plus rapidement. Des travaux de réfection commencent. 
C'est durant cette période de persécution des chrétiens que se serait passé le massacre de la légion thébaine. Venu dans le Valais pour réprimer une révolte de bagaudes, cette légion, constituée principalement de chrétiens coptes d'Egypte, refusa d'obéir à l'ordre de Maximien, César de Dioclétien, d'offrir un sacrifice à Jupiter en faisant exécuter un village de chrétiens près d'Agaune. Le primicier (en latin classique : primicerius) Maurice et ses compagnons refusèrent d'y participer. Maximien décida de décimer la légion thébaine. Ne réussissant pas à obtenir satisfaction, il fit répéter les décimations jusqu'à ce que la totalité des légionnaires fut éxécutée.  
Vers la fin du IVe siècle, Moûtiers (Metropolis Civitas Ceutronum Darentasia) remplace Aime comme capitale de cette province. Le déclin de l’Alpis Graia (col du Petit-Saint-Bernard) au profit de l’Alpis Pœnina (col du Grand-Saint-Bernard) et de la voie rhodanienne se traduit par une perte d’importance d’Aime′. 
Le passage d'une administration procuratorienne à une administration présidiale fut tardif, lent et sans grand changement, si ce n'est que le gouverneur (praeses) fut plus présent à Martigny, tout en gardant Moûtiers comme capitale. La province comprend alors deux cités, des Ceutrons et des Valaisans, appelées Darentasia et Octodurus. La rénovation de la voie Alpis Pœnina se termine sous Constantin I, après 30 ans de travaux. Epargnée par les incursions barbares, l'économie du Valais reste stable malgré le développement des Bagaudes.
La conversion au christianisme de cette province fut tardive. En 381 ap. J.-C., Théodore signe les actes du concile d'Aquilée comme évêque d'Octodure, première trace d'un évêque dans le Valais.
Au début du Ve siècle, les invasions barbares épargnent les Alpes occidentales. En 412 ap. J.-C., les Wisigoths  d'Athauf ne font que la traverser. Pour le reste, les barbares n'empruntent pas cette itinéraire. Le déclin économique est plutôt dû à la réduction progressive des transports de marchandises par la voie poenine. 
En 443 ap. J.-C., le général romain Aetius déplace les Burgondes vers Genève. A la mort d'Aetius en 454 ap. J.-C., ils étendent leur territoire au Valais, ce qui marque la fin de cette province. 

## Géographie

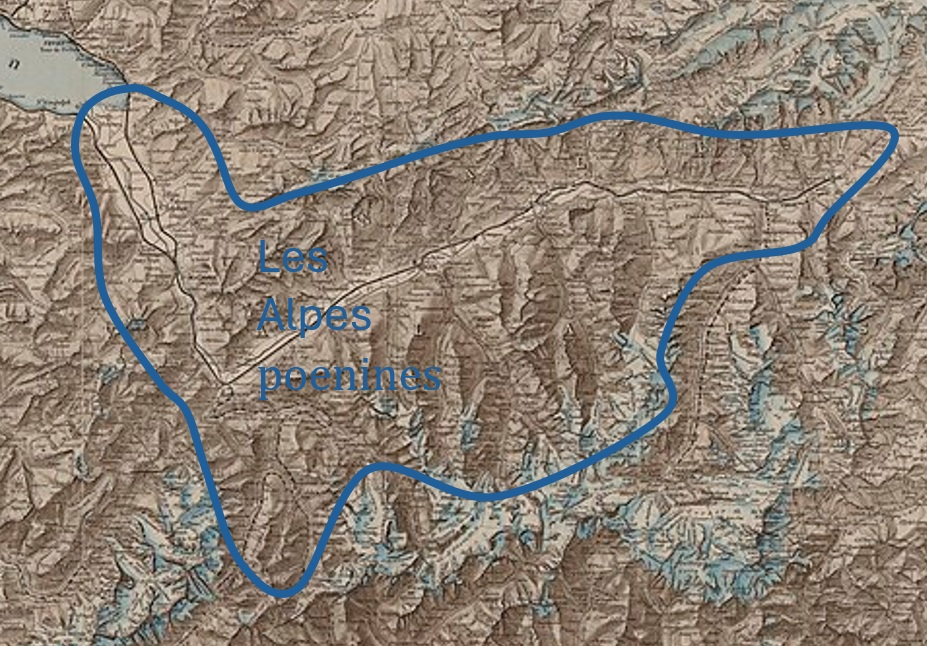
Contour de la province durant le Haut-Empire romain.

Au Haut-Empire, les quatre provinces romaines des Alpes correspondent aux voies d'accès à la Gaule:
- Alpes Penines pour l'Alpis Pœnina par le col du Grand-Saint-Bernard,
- Alpes Grées pour l'Alpis Graia par le col du Petit-Saint-Bernard,
- Alpes Cottiennes pour la Voie Domitienne par le col de Montgenèvre,
- Alpes Maritimes pour la Via Julia Augusta.

### Les agglomérations
Les oppida des Alpes occidentales, de taille moyenne avec des remparts simples, ne constituent pas de véritable oppidum celtique comme on en trouve en Gaule centrale. Ainsi, les municipes romaines ne sont pas construites sur un oppidum. Alors que l'oppidum se situe en hauteur, lorsqu'une ville romaine s'implante dans le même secteur, elle est construite dans une zone plate, en plaine ou fond de vallée.  
En effet, les cités romaines des vallées alpines sont souvent construites dans les cônes de déjection de fleuves et rivières, les exposant aux caprices de celles-ci. La répétition de crues abondantes jusqu'au milieu du IIe siècle apr. J.C. détruisirent les bâtiments publics (temples, thermes...).
Bien que l'on compte un grand nombre de sites thermaux dans les Alpes occidentales, les constructions forment plutôt un agrégat d'édifices balnéaires dédiés à l'exploitation des eaux minérales qu'une ville romaine, même de taille modeste (uicus). Les villes principales sont généralement situées le long des voies romaines traversant les Alpes.
Martigny concentrait toutes les activités d'ordre administratif. Les magistrats y résidèrent lorsqu'ils furent en exercice. Cependant, quand ils n'exerçaient pas leur fonction, ils appréciaient des localités secondaires comme Sion. De même pour les élites locale qui «  revenaient au pays », là ou ils possédaient des grandes propriétés et des maisons confortables. 

### Les voies romaines
L'Alpis Pœnina bifurque de la voie Alpis Graia au niveau d'Aoste (la colonie romaine Augusta Praetoria Salassorum) pour relier Milan à Martigny par le col du Grand-Saint-Bernard (en latin classique : poeninus mons ou summus poeninus). Ces deux voies forment les « porte jumelles des Alpes Graies et Poenines ». Dès le IVe siècle av. J.-C., ce col était fréquenté par les gaulois pour atteindre la plaine du Pô. Cette voie ne permettait pas le passage des attelages, lesquels devaient emprunter l'Alpis Graia. De simple relais (en latin classique: mutatio) ou des gîtes d'étapes (en latin classique: mansio) étaient construits à intervalle régulier.   
Cette variante avait un rôle stratégique : elle permettait aux légions romaines de rejoindre plus rapidement les provinces impériales de Germanie Inférieur et Germanie supérieur pour contrôler les invasions barbares. Sous l'empereur Claude, elle permit de faciliter l'acheminement de troupes pour la campagne de Bretagne. En 69 ap. J.-C., Vitellius fit passer deux légions pour affronter Othon en Italie.  En 70 ap. J.-C., c'est au tour des troupes de Vespasien de passer le col pour mater la Révolte des Bataves.
La poste publique utilise encore l'Alpis Pœnina alors que le transport de marchandises déclina avec la prise d'importance de la voie rhodanienne, laquelle était moins couteuse et offrait un transport longue distance grâce à sa connexion avec la Méditerranée.
Les stations romaines du Valais

#### Acaunus (Saint-Mauriced'Agaune)
Positionnée dans un défilé, elle constitue une barrière en cas d'invasion et contrôle la cluse bloquant l'accès au cours supérieur du fleuve. L'endroit est idéal pour l'installation de la station de péage du Quarantième des Gaules, taxe de 2,5 % sur la valeur des marchandises entrant en Gaulle.

#### Vivicus (Vevey)
Cette station est un carrefour routier pour se diriger vers Avenches (Aventicum) puis Mayence (Mogontiacum). Les marchandises pouvaient être débarquées pour continuer par la voie fluviale. 

#### Pennelocus (Villeneuve)
Située au bord du lac Léman, elle est la dernière étape en Valais. Son nom latin signifie « tête de lac ».

#### Tarnaiae (Massongex)
Le nom de cette localité viendrait du terme gaulois tar qui signifie traversée. En effet, elle se situe à l'endroit ou un gué permettait de traverser le Rhône. 
Elle possédait des thermes publics, un sanctuaire dédié au dieu Taranis et comportait un poste militaire pour assurer l'ordre dans le Bas-Valais. Les Alamans détruisirent cette cité vers 275 ap. J.-C.. 
Une bifurcation au niveau de cette station permettait de longer le lac sur la rive gauche, alors que la voie principale traversait le Rhône. Les bateliers du lac Léman (nautae lacus Lemanni) remontaient le fleuve jusqu'à cette localité pour décharger les marchandises.

#### Forum Claudii Vallensium (Martigny)
Construite sous le règne de Claude proche de l'oppidum gaulois Octodorus, le centre administratif de la vallée servait de relai routier et commercial. Situé à l'écart de l'ancien oppidum gaulois, légèrement surélevé, le site a probablement été choisi pour se protégé des débordements de la Dranse.  Disposant de plus de 16 hectares, elle est agencée en forme de damier, (en latin classique : insulae).  On y trouvait un amphithéâtre, un forum, des temples, un aqueduc et une nymphée, des thermes publics et un Mithréum. L'élite locale disposait de maisons (en latin classique : domus) avec salle de réception, cour intérieure et thermes privé.  
En dehors du centre quadrillé se trouve les secteurs artisanaux et commerciaux, des habitations secondaires, des sanctuaires et thermes publiques construites dans un deuxième temps sans respecter la structure initiale.   
C'est depuis cette station que partait la voie secondaire pour rejoindre le val de Chamonix. Les distances sur la voie romaine, dans les deux directions, étaient calculées depuis ce point. 
Son déclin commence au milieu du IVe siècle. La ville fut abandonnée vers la fin de ce siècle.  

#### In Summo Poenino, In Alpe Poenina (col duGrand-Saint-Bernard)
Cette station comportait deux bâtiments civils, dont un gîte d'étape (mansio) permettant de réparer les attelages et de changer de montures, et un sanctuaire gallo-romain consacré au dieu Jupiter Poeninus. Au niveau du col, la voie n'est pas dallée mais taillée dans la roche. Dans la montée, un bâtiment sommaire servait de refuge temporaire en cas d'ascension dans de mauvaises conditions météorologiques. 

### Les voies secondaires
Dans le Haut-Valais, plusieurs cols permettaient de communiquer avec la province de Rhétie et l'Italie : col du Simplon, col  de l'Albrun, col de Nufenen, col de Grimsel, col de Furka, col de Théodule, col d'Antrona... .

### Autre localités

#### Drusomagus (Sion)
Situé dans le cône de déjection de la Sionne, Sion était la capitale des Sédunes. Elle perd son rang sous Claude lorsqu'il regroupe les quatre peuples gaulois dans une cité en choisissant Martigny comme chef-lieu. Son handicap principal est de ne pas être sur la voie romaine principale. Au VIe siècle, elle retrouve son rôle prépondérant avec l'évêché du Valais. 
Habité en continue depuis le Néolithique, doté de thermes publiques, c'était un centre régional important y compris à l'époque romaine.  

#### Sedunum (Sierre)
À l'époque romaine, elle ne formait pas une agglomération structurée mais un ensemble de villae, de résidence de notables.

#### Gamsen
C'est la seule agglomération romaine dans le Haut-Valais, comprenant environ 50 bâtiments. Le site était déjà occupé par les Ubères sans que l'on puisse dire si c'était leur chef-lieu.

## Activité économique

### Le commerce
La source principale de revenue dans la vallée est la circulation de marchandise:
- droit de passage pour financer l'entretien des voies
- droit de portage pour le transport en altitude
- droit d'escorte pour la protection contre les brigands

Les Véragres frappaient une monnaie locale au IIe siècle. 

### L'agriculture et l'élevage
Les peuples du Valais pratiquaient l'élevage de bovins (vache, moutons…) pour leur lait et la viande, la culture céréalière et fourragère, et un peu de vignes. L'apiculture était une ressource supplémentaire.
Les conditions hivernales poussent les habitants vers une « agriculture de trois mois » : les céréales (millet, avoine, sésame…) sont semées au printemps et récoltées en été. Cela s'applique aussi au légimineuses : panis, fèves...
La présence de vigne de montagne est attestée uniquement dans le Haut-Valais proche du Simplon. 
Dans le Bas-Valais, la part de viande fournie par l'élevage de caprinés réduit progressivement en faveur de l'élevage de bovins. Cette  tendance n'est pas confirmée dans le Haut-Valais où moutons et chèvres restent préponderants pendant toute la période romaine. Par contre, l'élevage de races locales s'enrichit d'espèces plus corpulentes provenant d'autres régions de l'Empire.
Les animaux de trait étaient aussi élevés : chevaux, mulets… et un bœuf indigène. La transhumance entre les vallées et les alpages se pratiquait déjà.
La présence de villae est attestée dans le bas de la vallée. Dans le Haut-Valais, la romanisation ne fut que partielle.

### L'industrie et l'artisanat
Le Valais possédait des gisements de pierres ollaires mais peu de mines. Cependant, des ateliers de métalurgie ont été identifiés à Martigny. Ils servaient entre autres à travailler le verre importé de Rhétie-Vindélicie.

### Ressources naturelles
Les arbres alpins sont l'objet d'un exploitation intense pour la construction et la combustion. Parmi les plus utilisés, le sapin (abies) était employé en menuiserie et le mélèze (larix) était apprécié en construction pour sa résistance aux insectes et sa combustion lente.
Les qualités médicinales des plantes sont connues. Le gibier abondant (chamois, chevreuil, marmotte…) en fait une terre de prédilection des chasseurs. La pêche permettait de compléter l'alimentation.

## Religion
La tolérance religieuse de Rome explique le mélange de divinités celtiques, gallo-romaines et orientales. 
Les divinités gauloises continuent d'être vénérées : Sedatus  « celui qui apaise », Sucellus  « celui qui frappe », Taranis « dieu du tonerre » , Poeninus « dieu des sommets ». 
Le culte des déesses-mères (matronae), représentant la terre nourricière et la fécondité, protectrices et guérisseuses, indique une influence de la Gaule Cisalpine.
Avec l'arrivée des Romains, un raprochement se fit entre les divinités romaines et gauloises. Les peuples indigènes se tournèrent vers des dieux gallo-romains, c'est-à-dire des dieux gaulois identifiés aux dieux romains et recevant leur nom latin. Par exemple, Poeninus devint Jupiter Poeninus. Ceci étant, dans les localités les plus romanisés, au contact des fonctionnaires romains, parfois pour raison politique, les Gaulois vénèrent aussi les dieux romains. Ainsi, Mercure était au col du Grand-Saint-Bernard  « celui qui guide le voyageur et indique la route à suivre ».
Plusieurs dédicaces montrent que le culte impérial fut pratiqué dans cette province, mélange d'honneurs publiques et de puissance divine. Plusieurs prêtres impériaux (en latin classique: flamen) basés à Martigny sont connus. 
Dès le IIIe siècle, des cultes d'origine asiatique sont attestés, tels Cybèle et surtout Mithra, le dieu Sol Invictus dans le monde romain. Un mithraeum a été retrouvé à Martigny.
Le culte des morts est adopté dans les provinces alpines. Dès la fin du Ier siècle ap. J.-C., l'incinération remplaca l'inhumation dans le Bas-Valais.
L'édit de tolérance de l'empereur Galère de 311 ap. J.-C. permet le dévelopement de communautés religieuses, d'abord dans le Bas-Valais. En 380 ap. J.-C., le christianisme devint la religion officielle du Valais. Ainsi apparait un premier évêque, Théodore d'Octodure (Theodorus episcopus Octodorensis), lequel siége à Martigny de 381 à 390 ap. J.-C.. La christianisation du Haut-Valais  intervient à la fin du Ve siècle. 
Au VIe siècle, le siège de l'évêché du Valais est deplacé à Sion.
Le culte de saint Maurice d'Agaune se répend malgré les incohérences historiques de son récit. En 515 ap. J.-C., saint Sigismond, roi des Burgondes, fonde le monastère de Saint-Maurice d'Agaune à l'emplacement du sanctuaire abritant les reliques de Maurice d'Agaune ensevelies par Théodore, le premier évêque du Valais. Saint Maurice deviendra le saint patron de la maison de Savoie . Vers 1098 ap. J.-C., le cardinal Benno et l'empereur Henri IV en font le patron du Saint-Empire romain germanique.